# Juan Martín Fumeaux
Juan Martín Fumeaux Buenaventura (* 13. März 2002 in Paysandú) ist ein uruguayischer Tennisspieler.

## Karriere
Auf der Junioren-Tour, wo er noch bis Ende 2020 spielberechtigt ist, erreichte Fumeaux mit Platz 222 seine höchste Notierung.
Bei den Profis spielte er ab 2019 einige wenige Turniere, darunter in Montevideo und Punta del Este auch zwei Challengers. Im Doppel konnte er sich durch ein Freilos in der ersten Runde von Montevideo schon in der Tennisweltrangliste platzieren, da er dafür Punkte erhielt. Im Einzel war er noch nicht platziert.
Beim ATP Cup 2020 stand er im Aufgebot seines Landes und spielte dort sein erstes Match auf diesem Niveau. An der Seite von Ariel Behar zwangen sie die favorisierten Spanier Pablo Carreño Busta (ATP 114) und Feliciano López (ATP 55) nach je einem gewonnenen Satz in den Match-Tie-Break, den sie verloren. Uruguay schied in der Gruppenphase aus.